# Remigius Lupeikis
Remigius Lupeikis (né le 22 septembre 1968 à Klaipėda) est un coureur cycliste lituanien. Jusqu'en 1991, il porte dans les compétitions internationales les couleurs de l'URSS. C'est avec l'équipe juniors de l'URSS qu'il remporte en 1986 le championnat du monde de poursuite par équipes junior.

## Biographie
Remigius Lupeikis est un coureur formé à l'école de la piste soviétique, particulièrement florissante durant les années 1980-1990. Klaipėda, sa ville natale, est un des centres de formation des pistards soviétiques. Il attire bien sûr les jeunes cyclistes de Lituanie, une des trois Républiques baltes. Celles-ci fournissent les équipes soviétiques en nombreux jeunes champions.
Champion du monde juniors en poursuite par équipes en 1986, l'équipe soviétique associe deux coureurs baltes (Lupeikis et Aida Klimavicius à deux autres issus d'autres républiques soviétiques). Rapporté au nombre d'habitants de l'Union des républiques socialistes soviétiques, la sur-représentation est évidente. En 1988, l'équipe du Dynamo de Klaipėda remporte le Championnat d'URSS en poursuite par équipes. Composée de Remigius Lupeikis, Gintautas Umaras, Mindaugas Umaras et Artūras Kasputis, elle livre les noms de coureurs qui vont sillonner, non sans succès, les routes d'Europe durant les années 1990. Pour lors elle devançait l'équipe de Kouïbychev, autre pépinière de coureurs, et l'équipe de Leningrad, traditionnel bastion de la piste soviétique.
Remigius Lupeikis connaît une carrière « en dents de scie ». Contraint à s'expatrier en raison de la petitesse de la Lituanie, il passe professionnel, en 1992, chez les Colombiens de Postobon, redevient amateur, puis trouve une place en 1995 dans l'équipe portugaise Recer-Boavista avant d'incorporer l'équipe US Postal Service en 1997. Il achève sa carrière en 2002 dans l'équipe polonaise Mroz.

## Palmarès sur piste

### Palmarès année par année
- 1986
  -  Champion du monde en poursuite par équipes juniors (avec Sergei Vodopianov, Dargos Tchivinski, Aida Klimavitsius, Michail Orlov et Rimantas Lupeikis)[4]
- 1988
  -  Champion d'Union soviétique de poursuite par équipes[5] (avec Gintautas Umaras, Mindaugas Umaras, Artūras Kasputis et Remigius Lupeikis)
- 1990
  - 3e du championnat d'Union soviétique de poursuite par équipes[6] (Mindaugas Umaras, Artūras Kasputis, Valeri Baturo et Remigius Lupeikis)
- 1995
  -  2e de du championnat du monde de la course aux points
- 1995
  - 7e du championnat du monde de poursuite par équipes (avec Arturas Trumpauskas, Mindaugas Umaras et Remigius Lupeikis)

### Places d'honneur
- 1996
  - 11e de la poursuite par équipes aux Jeux olympiques d'Atlanta[7] (avec Artūras Kasputis, Mindaugas Umaras, Arturas Trumpauskas et Remigius Lupeikis)
  - 13e de la course aux points aux Jeux olympiques d'Atlanta[8]

## Palmarès sur route

### Palmarès année par année
- 1990
  - 1re (contre-la-montre par équipes) et 4e étapes du Tour de Colombie
- 1991
  - Prologue du GP Café de Colombia
  - 1re étape du Clásico RCN
  - 4e étape du Tour de Colombie
  - Deux étapes du Tour du Gévaudan
  - 2e du Circuit du Port de Dunkerque
  - 2e du Tour du Gévaudan
  - 3e du Tour du Roussillon
- 1992
  - 4e et 5e étapes du Tour du Poitou-Charentes
- 1993
  - Prologue, 1re, 2e (contre-la-montre par équipes), 3e et 8e étapes du Tour de Pologne
  - 2e de la Mi-août bretonne
- 1994
  - Tour de Berlin
  - 4e étape du Teleflex Tour (contre-la-montre)
  - 2e et 8e étapes du Tour de Normandie
  - 2e du Ronde van Midden-Nederland
  - 3e du Teleflex Tour
  - 3e du Tour de Normandie
  - 3e de la Mi-août bretonne
- 1995
  - 2e étape du Tour de l'Algarve
  - 4ea étape du Trophée Joaquim-Agostinho
- 1996
  - 2e du First Union Grand Prix
  - 2e du Grand Prix d'Atlanta
- 1997
  - Valley of the Sun Stage Race :
    - Classement général
    - 2e et 3e étapes

  - 2e du championnat de Lituanie de contre-la-montre
- 1998
  - 2e du championnat de Lituanie de contre-la-montre
- 2000
  -  Champion de Lituanie de contre-la-montre
  - Tour d'Égypte :
    - Classement général
    - 1re (contre-la-montre), 2e et 7e étapes (contre-la-montre)

  - 3e étape du Szlakiem Grodów Piastowskich
  - 3e étape de la Course de la Solidarité Olympique
  - 2e du championnat de Lituanie sur route
  - 2e de la Course de la Solidarité Olympique
- 2001
  -  Champion de Lituanie de contre-la-montre
  - 7e étape du Tour de Slovénie
  - 12e étape du Herald Sun Tour (contre-la-montre par équipes)
  - 3e du Szlakiem Grodów Piastowskich
  - 3e du Herald Sun Tour
- 2002
  -  Champion de Lituanie sur route
  - 8e étape de la Course de la Paix
  - 4e étape du Tour de Pologne
  - 2e du championnat de Lituanie contre-la-montre
  - 2e du Szlakiem Grodów Piastowskich

### Résultats sur les grands tours

#### Tour d'Italie
- 1992 : 93e

#### Tour d'Espagne
- 1997 : 124e

### Places d'honneur
- 1996
  - 28e du contre-la-montre sur route des Jeux olympiques d'Atlanta
  - 95e de la course en ligne des Jeux olympiques d'Atlanta[9]
- 2000
  - 53e de la Course de la Paix
- 2002
  - 54e de la Course de la Paix

## Distinctions
- 17 novembre 1995 : croix de commandeur de l'Ordre du Grand-Duché de Lituanie
- Sportif lituanien de l'année : 1995